# Liste des châteaux suédois
Cette liste non exhaustive répertorie les principaux châteaux en Suède.
Elle inclut les châteaux au sens large du terme, c'est-à-dire :
- les châteaux et châteaux forts (généralement bâtis en milieu rural, y compris chartreuses, gentilhommières, logis seigneuriaux, maisons fortes, manoirs).
- les palais (généralement bâtis en milieu urbain)
- les donjons
- les domaines viticoles, présentant un édifice répondant à la définition de château

quel que soit leur état de conservation (ruines, bâtiments d'origine ou restaurés) et leur statut (musée, propriété privée, ouvert ou non à la visite).
Elle exclut :
- les citadelles
- les domaines viticoles qui n'ont de château que le nom, en l'absence d'édifice répondant à la définition de château.

À la vue du nombre d'homonymies de noms de châteaux, quelquefois même à l'intérieur d'une province, merci de préciser le lieu, et si possible l'époque, s'il est classé, s'il est ouvert au public et éventuellement anecdote du château lorsqu'il n'a pas encore d'article. 
| Symbole          | Signification       |
| ---------------- | ------------------- |
| Ruine ou disparu | Ruine               |
| Château fort     | Château fort        |
| Renaissance      | Château Renaissance |
| Palais           | Palais              |
| Domaine viticole | Domaine viticole    |

## Blekinge
| Nom                    | Nom suédois       | Localisation | Date | Type | Photo |
| ---------------------- | ----------------- | ------------ | ---- | ---- | ----- |
| Château de Johannishus | Johannishus slott | Ronneby      | 1772 |      |       |

## Bohuslän
| Nom              | Nom suédois        | Localisation | Date | Type               | Photo |
| ---------------- | ------------------ | ------------ | ---- | ------------------ | ----- |
| Fort de Bohus    | Bohus fästning     | Kungälv      | 1308 | Forteresse (ruine) |       |
| Fort de Carlsten | Carlstens fästning | Marstrand    | 1658 | Forteresse         |       |

## Gästrikland
| Nom              | Nom suédois | Localisation | Date        | Type | Photo |
| ---------------- | ----------- | ------------ | ----------- | ---- | ----- |
| Château de Gävle | Gävle slott | Gävle        | XVIe siècle |      |       |

## Halland
| Nom                    | Nom suédois        | Localisation | Date          | Type | Photo |
| ---------------------- | ------------------ | ------------ | ------------- | ---- | ----- |
| Château de Gåsevadholm | Gåsevadholms slott | Kungsbacka   | XVIIIe siècle |      |       |
| Château de Halmstad    | Halmstads slott    | Halmstad     | 1615          |      |       |
| Château de Skottorp    | Skottorps slott    | Laholm       |               |      |       |
| Château de Tjolöholm   | Tjolöholms slott   | Kungsbacka   | 1904          |      |       |
| Château de Vallen      | Vallens slott      | Laholm       |               |      |       |
| Château de Vapnö       | Vapnö slott        | Halmstad     | XVIIIe siècle |      |       |
| Forteresse de Varberg  | Varbergs fästning  | Varberg      | 1287          |      |       |

## Närke
| Nom                   | Nom suédois       | Localisation | Date         | Type | Photo |
| --------------------- | ----------------- | ------------ | ------------ | ---- | ----- |
| Château de Boo        | Boo slott         | Hallsberg    | 1882         |      |       |
| Château de Göksholm   | Göksholms slott   | Örebro       | XIIIe siècle |      |       |
| Château de Stjernsund | Stjernsunds slott | Askersund    | 1801         |      |       |
| Château d'Örebro      | Örebro slott      | Örebro       | XIVe siècle  |      |       |

## Öland
| Nom                 | Nom suédois     | Localisation | Date               | Type         | Photo |
| ------------------- | --------------- | ------------ | ------------------ | ------------ | ----- |
| Château de Borgholm | Borgholms slott | Borgholm     | XIIe siècle - 1572 | Ruine        |       |
| Villa Solliden      | Solliden        | Borgholm     | 1906               | Palais royal |       |

## Östergötland
| Nom                       | Nom suédois           | Localisation | Date        | Type  | Photo |
| ------------------------- | --------------------- | ------------ | ----------- | ----- | ----- |
| Château de Bjärka-Säby    | Bjärka-Säby slott     | Linköping    | 1799        |       |       |
| Château de Brokind        | Brokinds slott        | Linköping    | 1731        |       |       |
| Château de Charlottenborg | Charlottenborgs slott | Motala       | 1662        |       |       |
| Château d’Ekenäs          | Ekenäs slott          | Linköping    | 1562        |       |       |
| Château de Finspång       | Finspångs slott       | Finspång     | 1685        |       |       |
| Château de Linköping      | Linköpings slott      | Linköping    | XIIe siècle |       |       |
| Château de Ljung          | Ljungs slott          | Linköping    | 1774        |       |       |
| Château de Löfstad        | Löfstad slott         | Norrköping   | 1660        |       |       |
| Château de Stjärnorp      | Stjärnorps slott      | Linköping    | 1662        | Ruine |       |
| Château de Sturefors      | Sturefors slott       | Linköping    | 1704        |       |       |
| Château de Vadstena       | Vadstena slott        | Vadstena     | 1545        |       |       |

## Scanie
| Nom                        | Nom suédois            | Localisation | Date         | Type | Photo |
| -------------------------- | ---------------------- | ------------ | ------------ | ---- | ----- |
| Château d'Alnarp           | Alnarps slott          | Lomma        | 1862         |      |       |
| Château de Barsebäck       | Barsebäcks slott       | Kävlinge     | XVIe siècle  |      |       |
| Château de Bellinga        | Bellinga slott         | Ystad        | XIXe siècle  |      |       |
| Château de Bjärsjöholm     | Bjärsjöholms slott     | Ystad        | 1576 et 1850 |      |       |
| Château de Bjärsjölagård   | Bjärsjölagårds slott   | Sjöbo        | 1766         |      |       |
| Château de Björnstorp      | Björnstorps slott      | Lund         | 1752         |      |       |
| Château de Bollerup        | Bollerups borg         | Tomelilla    | XVe siècle   |      |       |
| Château de Borgeby         | Borgeby slott          | Lomma        |              |      |       |
| Bosjökloster               | Bosjökloster           | Höör         | XIIe siècle  |      |       |
| Château de Bäckaskog       | Bäckaskogs slott       | Kristianstad | XIIIe siècle |      |       |
| Château de Börringekloster | Börringeklosters slott | Svedala      | XIIIe siècle |      |       |
| Château de Charlottenlund  | Charlottenlunds slott  | Ystad        | 1849         |      |       |
| Château de Christinehof    | Christinehofs slott    | Tomelilla    | 1740         |      |       |
| Château de Dybäck          | Dybäcks slott          | Skurup       | XVe siècle   |      |       |
| Château d'Ellinge          | Ellinge slott          | Eslöv        | XVe siècle   |      |       |
| Glimmingehus               | Glimmingehus           | Simrishamn   | 1499         |      |       |
| Château de Gyllebo         | Gyllebo slott          | Simrishamn   | 1544         |      |       |
| Château de Gärsnäs         | Gärsnäs slott          | Simrishamn   |              |      |       |

- Château de Häckeberga
- Château de Hanaskog
- Château de Hjularöd
- Château de Högestad
- Château de Hovdala
- Château de Jordberga
- Château de Kärnan
- Château de Karsholm
- Château de Klågerup
- Château de Knutstorp
- Château de Krageholm
- Château de Krapperup
- Château de Kronovall
- Château de Kulla Gunnarstorp
- Citadelle de Landskrona
- Château de Löberöd
- Château de Malmö
- Château de Maltesholm
- Château de Marsvinsholm
- Manoir de Näsbyholm
- Château d'Örenäs
- Château d'Örtofta
- Château d'Örup
- Château d'Osbyholm
- Château d'Össjö
- Château d'Övedskloster
- Château d'Ovesholm
- Château de Pålsjö
- Château de Råbelöv
- Château de Rönneholm
- Château de Rosendal
- Château de Rössjöholm
- Château de Sinclairsholm
- Château de Skabersjö
- Château de Skarhult
- Château de Smedstorp
- Château de Snogeholm
- Château de Sofiero
- Château de Sövdeborg
- Château de Svaneholm
- Château de Svenstorp
- Château de Tomarps Kungsgård
- Château de Toppeladugård
- Château de Torup
- Château de Tosterup
- Château de Trolle-Ljungby
- Château de Trolleholm
- Château de Trollenäs
- Château de Tunbyholm
- Château de Vannaröd
- Château de Vegeholm
- Château de Viderup
- Château de Vittskövle
- Château de Vrams Gunnarstorp
- Château de Wanås

## Småland
| Nom                    | Nom suédois       | Localisation | Date        | Type  | Photo |
| ---------------------- | ----------------- | ------------ | ----------- | ----- | ----- |
| Château Brahehus       | Brahehus          | Gränna       | 1637        | Ruine |       |
| Château de Gripenberg  | Gripenbergs slott | Tranås       | 1660        |       |       |
| Château de Kalmar      | Kalmar slott      | Kalmar       | XIIe siècle |       |       |
| Château de Teleborg    | Teleborgs slott   | Växjö        | 1900        |       |       |
| Château de Visingsborg | Visingsborg slott | Visingsö     | XVIe siècle | Ruine |       |
| Château de Västanå     | Västanå slott     | Gränna       |             |       |       |

## Södermanland
| Nom                      | Nom suédois                  | Localisation | Date          | Type          | Photo |
| ------------------------ | ---------------------------- | ------------ | ------------- | ------------- | ----- |
| Château d'Åkerö          | Åkerö slott                  | Flen         | 1757          |               |       |
| Château d'Årsta          | Årsta slott                  | Haninge      | 1660          |               |       |
| Château de Björksund     | Björksunds slott             | Nyköping     |               |               |       |
| Château d'Ericsberg      | Ericsbergs slott             | Katrineholm  | XVIIe siècle  |               |       |
| Château de Gripsholm     | Gripsholms slott             | Mariefred    | 1370 - 1545   | Château royal |       |
| Château d'Heby           | Heby slott                   | Gnesta       | 1780          |               |       |
| Château de Häringe       | Häringe slott                | Haninge      | 1654          |               |       |
| Château d'Hässelbyholm   | Hässelbyholms slott          | Strängnäs    | 1660          |               |       |
| Château d'Hörningsholm   | Hörningsholms slott          | Södertälje   | XVIIIe siècle |               |       |
| Château de Mälsåker      | Mälsåkers slott              | Strängnäs    | XVIIe siècle  |               |       |
| Château de Nyköping      | Nyköpingshus/Nyköpings slott | Nyköping     | XIIe siècle   |               |       |
| Château de Nynäs         | Nynäs slott                  | Nyköping     | 1650          |               |       |
| Château de Rockelstad    | Rockelstad slott             | Flen         | 1642          |               |       |
| Château de Sparreholm    | Sparreholms slott            | Flen         |               |               |       |
| Château de Stenhammar    | Stenhammars slott            | Flen         |               |               |       |
| Château de Stora Sundby  | Stora Sundby slott           | Eskilstuna   | 1848          |               |       |
| Château de Sundbyholm    | Sundbyholms slott            | Eskilstuna   | 1648          |               |       |
| Château de Sävstaholm    | Sävstaholms slott            | Vingåker     | 1815          |               |       |
| Château de Södertuna     | Södertuna slott              | Gnesta       | XIVe siècle   |               |       |
| Château de Taxinge-Näsby | Taxinge-Näsby slott          | Nykvarn      | 1813          |               |       |
| Château de Tistad        | Tistad slott                 | Nyköping     | 1771          |               |       |
| Palais de Tullgarn       | Tullgarns slott              | Södertälje   | 1598          | Palais royal  |       |
| Château de Tureholm      | Tureholms slott              | Trosa        | 1640          |               |       |
| Château de Tyresö        | Tyresö slott                 | Tyresö       | 1633          |               |       |

## Uppland
| Nom                               | Nom suédois            | Localisation   | Date         | Type         | Photo |
| --------------------------------- | ---------------------- | -------------- | ------------ | ------------ | ----- |
| Château d'Åkeshov                 | Åkeshovs slott         | Stockholm      | 1650         |              |       |
| Château de Bogesund               | Bogesunds slott        | Vaxholm        | 1640         |              |       |
| Château de Djursholm              | Djursholms slott       | Djursholm      |              |              |       |
| Château de Drottningholm          | Drottningholms slott   | Ekerö          | 1662         |              |       |
| Château d'Edsberg                 | Edsbergs slott         | Sollentuna     | 1630         |              |       |
| Château d'Ekebyholm               | Ekebyholms slott       | Norrtälje      | XVIIe siècle |              |       |
| Château d'Ekebyhov                | Ekebyhovs slott        | Ekerö          | XVIIe siècle |              |       |
| Château d'Ekholmen                | Ekholmens slott        | Enköping       | 1746         |              |       |
| Château d'Ekolsund                | Ekolsunds slott        | Enköping       | XVIIe siècle |              |       |
| Château de Granhammar             | Granhammars slott      | Upplands-Bro   | 1750         |              |       |
| Château de Grönsö                 | Grönsö slott           | Enköping       | 1611         |              |       |
| Pavillon de Gustave III           | Gustav III:s paviljong | Solna          | 1792         |              |       |
| Château de Görväln                | Görvälns slott         | Järfälla       |              |              |       |
| Château de Haga                   | Haga slott             | Solna          | 1805         | Palais royal |       |
| Château de Haga (Enköping)        | Haga slott             | Enköping       | 1670         |              |       |
| Château de Hässelby               | Hässelby slott         | Stockholm      | 1660         |              |       |
| Château de Karlberg               | Karlbergs slott        | Solna          | 1634         |              |       |
| Pavillon chinois de Drottningholm | Kina slott             | Ekerö          | 1769         |              |       |
| Château de Kristineberg           | Kristinebergs slott    | Stockholm      | 1750         |              |       |
| Château de Noor                   | Noors slott            | Knivsta        |              |              |       |
| Château de Näsby                  | Näsby slott            | Täby           |              |              |       |
| Château d'Örbyhus                 | Örbyhus slott          | Tierp          |              |              |       |
| Château d'Östanå                  | Östanå slott           | Tierp          | 1794         |              |       |
| Château de Penningby              | Penningby slott        | Norrtälje      | XVe siècle   |              |       |
| Château de Rosendal               | Rosendals slott        | Stockholm      | 1826         |              |       |
| Château de Rosersberg             | Rosersbergs slott      | Sigtuna        |              |              |       |
| Château de Rydboholm              | Rydboholms slott       | Österåker      | XVIe siècle  |              |       |
| Château de Rånä                   | Rånäs slott            | Norrtälje      | 1844         |              |       |
| Château de Rörstrand              | Rörstrands slott       | Stockholm      | 1635         |              |       |
| Château de Salnecke               | Salnecke slott         | Enköping       | 1640         |              |       |
| Château de Salsta                 | Salsta slott           | Uppsala        | 1678         |              |       |
| Château de Sjö                    | Sjö slott              | Enköping       |              |              |       |
| Château de Skokloster             | Skoklosters slott      | Håbo           | 1676         |              |       |
| Château de Skånelaholm            | Skånelaholms slott     | Sigtuna        | 1640         |              |       |
| Château de Steninge               | Steninge slott         | Sigtuna        | XVIIe siècle |              |       |
| Palais royal de Stockholm         | Stockholms slott       | Stockholm      | 1697         |              |       |
| Château de Stora Väsby            | Stora Väsby slott      | Upplands Väsby | 1760         |              |       |
| Château de Svartsjö               | Svartsjö slott         | Upplands Väsby | 1739         |              |       |
| Château d'Ulvsunda                | Ulvsunda slott         | Stockholm      | 1647         |              |       |
| Château d'Uppsala                 | Uppsala slott          | Uppsala        | 1549         |              |       |
| Utö hus                           | Utö hus                | Uppsala        | XVe siècle   |              |       |
| Château de Venngarn               | Venngarns slott        | Sigtuna        | 1670         |              |       |
| Château de Wik                    | Wiks slott             | Uppsala        | 1450         |              |       |

## Värmland
| Nom                 | Nom suédois    | Localisation | Date | Type | Photo |
| ------------------- | -------------- | ------------ | ---- | ---- | ----- |
| Château de Forshaga | Forshaga slott | Forshaga     | 1882 |      |       |

## Västmanland
| Nom                   | Nom suédois       | Localisation  | Date | Type | Photo |
| --------------------- | ----------------- | ------------- | ---- | ---- | ----- |
| Château de Fullerö    | Fullerö slott     | Västerås      | 1656 |      |       |
| Château de Strömsholm | Strömsholms slott | Hallstahammar | 1550 |      |       |
| Château de Tidö       | Tidö slott        | Västerås      | 1645 |      |       |
| Château de Västerås   | Västerås slott    | Västerås      |      |      |       |
| Château d'Ängsö       | Ängsö slott       | Västerås      |      |      |       |

## Västergötland
| Nom                 | Nom suédois     | Localisation | Date          | Type | Photo |
| ------------------- | --------------- | ------------ | ------------- | ---- | ----- |
| Château d'Almnäs    | Almnäs slott    | Hjo          | 1776          |      |       |
| Château de Dagsnäs  | Dagsnäs slott   | Skara        | 1782          |      |       |
| Château de Gunnebo  | Gunnebo slott   | Mölndal      | XVIIIe siècle |      |       |
| Château d'Helliden  | Hellidens slott | Tidaholm     | 1858          |      |       |
| Château de Kavlås   | Kavlås slott    | Tidaholm     | 1775          |      |       |
| Château de Koberg   | Kobergs slott   | Trollhättan  | XVe siècle    |      |       |
| Château de Läckö    | Läckö slott     | Lidköping    | 1298          |      |       |
| Château de Mariedal | Mariedals slott | Götene       | 1666          |      |       |
| Château de Nääs     | Nääs slott      | Lerum        | XVIIIe siècle |      |       |
| Torpa stenhus       | Torpa stenhus   | Tranemo      | 1470          |      |       |